# Hall & Oates/Diskografie
Diese Diskografie ist eine Übersicht über die musikalischen Werke des US-amerikanischen Popduos Daryl Hall & John Oates. Den Quellenangaben und Schallplattenauszeichnungen zufolge hat es bisher mehr als 27,6 Millionen Tonträger verkauft, davon alleine in seiner Heimat über 20 Millionen. Seine erfolgreichste Veröffentlichung ist das Album H2O mit über 2,4 Millionen verkauften Einheiten.

## Alben

### Studioalben
| Jahr | Titel Musiklabel Katalog-Nr.            | Höchstplatzierung, Gesamtwochen, AuszeichnungChartplatzierungen (Jahr, Titel, Musiklabel Katalog-Nr., Platzierungen, Wochen, Auszeichnungen, Anmerkungen) | Höchstplatzierung, Gesamtwochen, AuszeichnungChartplatzierungen (Jahr, Titel, Musiklabel Katalog-Nr., Platzierungen, Wochen, Auszeichnungen, Anmerkungen) | Höchstplatzierung, Gesamtwochen, AuszeichnungChartplatzierungen (Jahr, Titel, Musiklabel Katalog-Nr., Platzierungen, Wochen, Auszeichnungen, Anmerkungen) | Höchstplatzierung, Gesamtwochen, AuszeichnungChartplatzierungen (Jahr, Titel, Musiklabel Katalog-Nr., Platzierungen, Wochen, Auszeichnungen, Anmerkungen) | Höchstplatzierung, Gesamtwochen, AuszeichnungChartplatzierungen (Jahr, Titel, Musiklabel Katalog-Nr., Platzierungen, Wochen, Auszeichnungen, Anmerkungen) | Höchstplatzierung, Gesamtwochen, AuszeichnungChartplatzierungen (Jahr, Titel, Musiklabel Katalog-Nr., Platzierungen, Wochen, Auszeichnungen, Anmerkungen) | Höchstplatzierung, Gesamtwochen, AuszeichnungChartplatzierungen (Jahr, Titel, Musiklabel Katalog-Nr., Platzierungen, Wochen, Auszeichnungen, Anmerkungen) | Anmerkungen |
| Jahr | Titel Musiklabel Katalog-Nr.            | DE | AT | CH | UK | US | R&B | Dance | Anmerkungen |
| ---- | --------------------------------------- | --- | --- | --- | --- | --- | --- | --- | --- |
| 1972 | Whole Oats Atlantic 7242                | — | — | — | — | — | — | — | Erstveröffentlichung: September 1972 |
| 1974 | Abandoned Luncheonette Atlantic 7269    | — | — | — | UK— SilberUK | US33 Platin · (38 Wo.)US | — | — | Erstveröffentlichung: 3. November 1973 Produzent: Arif Mardin |
| 1974 | War Babies Atlantic 18109               | — | — | — | — | US86 (10 Wo.)US | — | — | Erstveröffentlichung: 12. Oktober 1974 Produzent: Todd Rundgren |
| 1975 | Daryl Hall & John Oates RCA Victor 1144 | — | — | — | UK56 (1 Wo.)UK | US17 Gold · (76 Wo.)US | R&B50 (5 Wo.)R&B | — | Erstveröffentlichung: 18. August 1975 Produzenten: Christopher Bond, Daryl Hall, John Oates                                                                                   |
| 1976 | Bigger Than Both of Us RCA Victor 1467  | — | — | — | UK25 (7 Wo.)UK | US13 Gold · (57 Wo.)US | R&B33 (11 Wo.)R&B | — | Erstveröffentlichung: 16. August 1976 Produzent: Christopher Bond |
| 1977 | Beauty on a Back Street RCA Victor 2300 | — | — | — | — | US30 Gold · (17 Wo.)US | — | — | Erstveröffentlichung: 5. September 1977 Produzenten: Christopher Bond, Candy van Duser                                                                                        |
| 1978 | Along the Red Ledge RCA 2804            | — | — | — | — | US27 Gold · (22 Wo.)US | — | — | Erstveröffentlichung: 21. August 1978 Produzent: David Foster |
| 1979 | X-Static RCA 3494                       | — | — | — | — | US33 (24 Wo.)US | — | — | Erstveröffentlichung: 15. Oktober 1979 Produzent: David Foster |
| 1980 | Voices RCA 3646                         | — | — | — | — | US17 Platin · (100 Wo.)US | — | — | Erstveröffentlichung: 29. Juli 1980 Produzenten: Daryl Hall, John Oates |
| 1981 | Private Eyes RCA 4028                   | — | — | — | UK8 Silber · (21 Wo.)UK | US5 Platin · (61 Wo.)US | R&B11 (18 Wo.)R&B | — | Erstveröffentlichung: 20. September 1981 Produzenten: Daryl Hall, John Oates                                                                                                  |
| 1982 | H2O RCA 4383                            | DE32 (17 Wo.)DE | — | — | UK24 Gold · (35 Wo.)UK | US3 ×2Doppelplatin · (68 Wo.)US | R&B8 (29 Wo.)R&B | — | Erstveröffentlichung: 4. Oktober 1982 Produzenten: Daryl Hall, John Oates |
| 1984 | Big Bam Boom RCA 5309                   | DE47 (5 Wo.)DE | — | — | UK28 Silber · (13 Wo.)UK | US5 ×2Doppelplatin · (51 Wo.)US | R&B25 (37 Wo.)R&B | — | Erstveröffentlichung: 15. Oktober 1984 Produzenten: Bob Clearmountain, Arthur Baker, Daryl Hall, John Oates                                                                   |
| 1988 | Ooh Yeah! Arista 8539                   | DE54 (2 Wo.)DE | — | — | UK52 (3 Wo.)UK | US24 Platin · (26 Wo.)US | R&B30 (18 Wo.)R&B | — | Erstveröffentlichung: 9. Mai 1988 Produzenten: Daryl Hall, John Oates, T-Bone Wolk                                                                                            |
| 1990 | Change of Season Arista 8614            | — | — | — | UK44 (2 Wo.)UK | US60 Gold · (29 Wo.)US | — | — | Erstveröffentlichung: 9. Oktober 1990 Produzenten: Daryl Hall, John Oates, T-Bone Wolk                                                                                        |
| 1997 | Marigold Sky Push Records 90200         | — | — | — | — | US95 (5 Wo.)US | — | — | Erstveröffentlichung: 17. September 1997 Produzenten: Daryl Hall, John Oates, David Bellochio                                                                                 |
| 2003 | Do It for Love U-Watch Records 480800   | — | — | — | UK37 (3 Wo.)UK | US77 (7 Wo.)US | — | — | Erstveröffentlichung: 11. Februar 2003 Produzenten: Brian Rawling, David Bellochio, Mark Taylor, Daryl Hall, John Oates, Greg Fitzgerald, Sheppard & Kenny Gioia, T-Bone Wolk |
| 2004 | Our Kind of Soul U-Watch Records 480103 | — | — | — | UK86 (1 Wo.)UK | US69 (2 Wo.)US | R&B71 (2 Wo.)R&B | — | Erstveröffentlichung: 26. Oktober 2004 Produzenten: Daryl Hall, Greg Bieck, T-Bone Wolk                                                                                       |
| 2006 | Home for Christmas DKE Records 480110   | — | — | — | — | — | — | — | Erstveröffentlichung: 3. Oktober 2006 |

grau schraffiert: keine Chartdaten aus diesem Jahr verfügbar

### Livealben
| Jahr | Titel Musiklabel Katalog-Nr. | Höchstplatzierung, Gesamtwochen, AuszeichnungChartplatzierungen (Jahr, Titel, Musiklabel Katalog-Nr., Platzierungen, Wochen, Auszeichnungen, Anmerkungen) | Höchstplatzierung, Gesamtwochen, AuszeichnungChartplatzierungen (Jahr, Titel, Musiklabel Katalog-Nr., Platzierungen, Wochen, Auszeichnungen, Anmerkungen) | Höchstplatzierung, Gesamtwochen, AuszeichnungChartplatzierungen (Jahr, Titel, Musiklabel Katalog-Nr., Platzierungen, Wochen, Auszeichnungen, Anmerkungen) | Höchstplatzierung, Gesamtwochen, AuszeichnungChartplatzierungen (Jahr, Titel, Musiklabel Katalog-Nr., Platzierungen, Wochen, Auszeichnungen, Anmerkungen) | Höchstplatzierung, Gesamtwochen, AuszeichnungChartplatzierungen (Jahr, Titel, Musiklabel Katalog-Nr., Platzierungen, Wochen, Auszeichnungen, Anmerkungen) | Höchstplatzierung, Gesamtwochen, AuszeichnungChartplatzierungen (Jahr, Titel, Musiklabel Katalog-Nr., Platzierungen, Wochen, Auszeichnungen, Anmerkungen) | Höchstplatzierung, Gesamtwochen, AuszeichnungChartplatzierungen (Jahr, Titel, Musiklabel Katalog-Nr., Platzierungen, Wochen, Auszeichnungen, Anmerkungen) | Anmerkungen |
| Jahr | Titel Musiklabel Katalog-Nr. | DE | AT | CH | UK | US | R&B | Dance | Anmerkungen |
| ---- | ---------------------------- | --- | --- | --- | --- | --- | --- | --- | --- |
| 1978 | Livetime RCA Victor 2802     | — | — | — | — | US42 (10 Wo.)US | — | — | Erstveröffentlichung: 16. Mai 1978 Produzenten: Bernard Yervanian, Mark Pines |
| 1985 | Live at the Apollo RCA 7035  | — | — | — | UK32 (5 Wo.)UK | US21 Gold · (18 Wo.)US | R&B41 (12 Wo.)R&B | — | Erstveröffentlichung: 16. September 1985 Gastsänger (Seite 1): David Ruffin, Eddie Kendrick Aufnahme: Wiedereröffnung des Apollo Theaters in NYC, am 23. Mai 1985 Produzenten: Daryl Hall, John Oates |

grau schraffiert: keine Chartdaten aus diesem Jahr verfügbar
Weitere Livealben
- 1976: Sara Smile (Aufnahme: Musikladen, Radio Bremen, 1976; CD + VCD)
- 2001: Greatest Hits Live
- 2001: Ecstasy on the Edge (Aufnahme: Rainbow Music Hall Denver, 30. Oktober 1979)
- 2005: Instant Live: Atlantic City, NJ on 29/08/05 (2 CDs)
- 2005: Instant Live: Greek Theatre, Los Angeles on Sept 21, 2005 (2 CDs)
- 2005: Instant Live: Live at the Mirage – Las Vegas, NV – 11/5/05 (2 CDs)
- 2008: Live at the Troubadour (2 CDs + DVD)

### Kompilationen
| Jahr | Titel Musiklabel Katalog-Nr.                                                   | Höchstplatzierung, Gesamtwochen, AuszeichnungChartplatzierungen (Jahr, Titel, Musiklabel Katalog-Nr., Platzierungen, Wochen, Auszeichnungen, Anmerkungen) | Höchstplatzierung, Gesamtwochen, AuszeichnungChartplatzierungen (Jahr, Titel, Musiklabel Katalog-Nr., Platzierungen, Wochen, Auszeichnungen, Anmerkungen) | Höchstplatzierung, Gesamtwochen, AuszeichnungChartplatzierungen (Jahr, Titel, Musiklabel Katalog-Nr., Platzierungen, Wochen, Auszeichnungen, Anmerkungen) | Höchstplatzierung, Gesamtwochen, AuszeichnungChartplatzierungen (Jahr, Titel, Musiklabel Katalog-Nr., Platzierungen, Wochen, Auszeichnungen, Anmerkungen) | Höchstplatzierung, Gesamtwochen, AuszeichnungChartplatzierungen (Jahr, Titel, Musiklabel Katalog-Nr., Platzierungen, Wochen, Auszeichnungen, Anmerkungen) | Höchstplatzierung, Gesamtwochen, AuszeichnungChartplatzierungen (Jahr, Titel, Musiklabel Katalog-Nr., Platzierungen, Wochen, Auszeichnungen, Anmerkungen) | Höchstplatzierung, Gesamtwochen, AuszeichnungChartplatzierungen (Jahr, Titel, Musiklabel Katalog-Nr., Platzierungen, Wochen, Auszeichnungen, Anmerkungen) | Anmerkungen                                  |
| Jahr | Titel Musiklabel Katalog-Nr.                                                   | DE | AT | CH | UK | US | R&B | Dance | Anmerkungen                                  |
| ---- | ------------------------------------------------------------------------------ | --- | --- | --- | --- | --- | --- | --- | -------------------------------------------- |
| 1977 | No Goodbyes Atlantic 18213                                                     | — | — | — | — | US92 (6 Wo.)US | — | — | Erstveröffentlichung: 18. Februar 1977       |
| 1983 | Rock ’n Soul, Part 1 RCA 4858                                                  | — | — | — | UK16 Gold · (45 Wo.)UK | US7 ×2Doppelplatin · (14 Wo.)US | R&B26 (32 Wo.)R&B | — | Erstveröffentlichung: 18. Oktober 1983       |
| 1991 | Looking Back: The Best of Daryl Hall & John Oates BMG 90388                    | — | — | — | UK9 Gold · (16 Wo.)UK | — | — | — | Erstveröffentlichung: 7. Oktober 1991        |
| 2001 | The Essential Collection RCA 74321 / BMG 902002                                | — | — | — | UK26 (3 Wo.)UK | — | — | — | Erstveröffentlichung: 24. September 2001     |
| 2008 | The Singles Sony BMG 88697312422                                               | — | — | — | UK29 Gold · (4 Wo.)UK | — | — | — | Erstveröffentlichung: 2. Juni 2008           |
| 2009 | Do What You Want Be What You Are: The Music of Daryl Hall John Oates RCA 88697 | — | — | — | — | US89 (1 Wo.)US | — | — | Erstveröffentlichung: 13. Oktober 2009 4 CDs |
| 2011 | The Very Best of Daryl Hall & John Oates RCA 138236 / Legacy 32868             | — | — | — | UK— SilberUK | US34 Platin · (… Wo.)US | — | — | Erstveröffentlichung: 23. Januar 2011        |
| 2017 | Timeless Classics                                                              | — | — | — | UK12 (3 Wo.)UK | — | — | — | Erstveröffentlichung: 20. Oktober 2017       |

grau schraffiert: keine Chartdaten aus diesem Jahr verfügbar
Weitere Kompilationen
- 1976: Past Times Behind
- 1984: Nucleus (US) / The Provider (UK)
- 1985: Really Smokin’
- 1988: First Sessions
- 1988: The Daryl Hall & John Oates Story (3 LPs)
- 1992: Soulful Sounds
- 1994: The Early Years / Hall & Oates Legends
- 1996: The Atlantic Collection
- 1997: Best of Hall & Oates: Starting All Over Again (2 CDs)
- 1997: Greatest Hits (2 CDs)
- 1998: With Love from … The Best of the Ballads
- 1998: Rich Girl
- 2000: Maneater: Hall & Oates Best
- 2001: The Ballads Collection
- 2002: VH1 Behind the Music: The Daryl Hall and John Oates Collection
- 2002: Love Songs
- 2003: Past Times Behind
- 2004: Artist Collection
- 2004: Ultimate (UK)/The Essential (US) (2 CDs, UK: Gold)
- 2004: Extended Versions
- 2004: The Collection
- 2006: Collections
- 2006: The Philadelphia Years: The Definitive Collection of 1968–1971
- 2006: The Platinum Collection
- 2007: Super Hits
- 2008: Playlist: The Very Best of Daryl Hall & John Oates
- 2009: Private Eyes: The Best of Daryl Hall & John Oates (2 CDs)

## Singles
| Jahr | Titel Album                                                                                       | Höchstplatzierung, Gesamtwochen, AuszeichnungChartplatzierungen (Jahr, Titel, Album, Platzierungen, Wochen, Auszeichnungen, Anmerkungen) | Höchstplatzierung, Gesamtwochen, AuszeichnungChartplatzierungen (Jahr, Titel, Album, Platzierungen, Wochen, Auszeichnungen, Anmerkungen) | Höchstplatzierung, Gesamtwochen, AuszeichnungChartplatzierungen (Jahr, Titel, Album, Platzierungen, Wochen, Auszeichnungen, Anmerkungen) | Höchstplatzierung, Gesamtwochen, AuszeichnungChartplatzierungen (Jahr, Titel, Album, Platzierungen, Wochen, Auszeichnungen, Anmerkungen) | Höchstplatzierung, Gesamtwochen, AuszeichnungChartplatzierungen (Jahr, Titel, Album, Platzierungen, Wochen, Auszeichnungen, Anmerkungen) | Höchstplatzierung, Gesamtwochen, AuszeichnungChartplatzierungen (Jahr, Titel, Album, Platzierungen, Wochen, Auszeichnungen, Anmerkungen) | Höchstplatzierung, Gesamtwochen, AuszeichnungChartplatzierungen (Jahr, Titel, Album, Platzierungen, Wochen, Auszeichnungen, Anmerkungen) | Anmerkungen | [↑]: gemeinsam behandelt mit vorhergehendem Eintrag; [←]: in beiden Charts platziert |
| Jahr | Titel Album                                                                                       | DE | AT | CH | UK | US | R&B | Dance | Anmerkungen |                                                                                      |
| ---- | ------------------------------------------------------------------------------------------------- | --- | --- | --- | --- | --- | --- | --- | --- | ------------------------------------------------------------------------------------ |
| 1974 | She’s Gone Abandoned Luncheonette                                                                 | — | — | — | — | US60 (8 Wo.)US | — | — | Erstveröffentlichung: November 1973 Autoren: Daryl Hall, John Oates |                                                                                      |
| 1975 | Alone Too Long Daryl Hall & John Oates                                                            | — | — | — | — | — | R&B98 (3 Wo.)R&B | — | Erstveröffentlichung: November 1975 Autor: John Oates |                                                                                      |
| 1976 | Sara Smile Daryl Hall & John Oates                                                                | — | — | — | — | US4 Gold · (27 Wo.)US | R&B23 (21 Wo.)R&B | — | Erstveröffentlichung: Januar 1976 Autoren: Daryl Hall, John Oates |                                                                                      |
| 1976 | She’s Gone (Reissue) Abandoned Luncheonette                                                       | — | — | — | UK42 (4 Wo.)UK | US7 (28 Wo.)US | R&B93 (3 Wo.)R&B | — | Erstveröffentlichung: Juli 1976 |                                                                                      |
| 1976 | Do What You Want, Be What You Are Bigger Than Both of Us                                          | — | — | — | — | US39 (15 Wo.)US | R&B23 (15 Wo.)R&B | — | Erstveröffentlichung: Oktober 1976 Autoren: Daryl Hall, John Oates |                                                                                      |
| 1977 | Rich Girl Bigger Than Both of Us                                                                  | — | — | — | UK— PlatinUK | US1 Gold · (20 Wo.)US | R&B64 (11 Wo.)R&B | — | Erstveröffentlichung: Januar 1977 Autor: Daryl Hall |                                                                                      |
| 1977 | Back Together Again Bigger Than Both of Us                                                        | — | — | — | — | US28 (10 Wo.)US | R&B70 (6 Wo.)R&B | — | Erstveröffentlichung: April 1977 Autor: Daryl Hall |                                                                                      |
| 1977 | It’s Uncanny No Goodbyes                                                                          | — | — | — | — | US80 (3 Wo.)US | — | — | Erstveröffentlichung: Mai 1977 Autor: Daryl Hall |                                                                                      |
| 1977 | Why Do Lovers (Break Each Other’s Heart?) Beauty on a Back Street                                 | — | — | — | — | US73 (6 Wo.)US | — | — | Erstveröffentlichung: September 1977 Autoren: Daryl Hall, Sara Allen |                                                                                      |
| 1978 | It’s a Laugh Along the Red Ledge                                                                  | — | — | — | — | US20 (14 Wo.)US | — | — | Erstveröffentlichung: August 1978 Autor: Daryl Hall |                                                                                      |
| 1978 | I Don’t Wanna Lose You Along the Red Ledge                                                        | — | — | — | — | US42 (10 Wo.)US | — | — | Erstveröffentlichung: November 1978 Autoren: Daryl Hall, John Oates |                                                                                      |
| 1979 | Wait for Me X-Static                                                                              | — | — | — | — | US18 (19 Wo.)US | — | — | Erstveröffentlichung: Oktober 1979 Autor: Daryl Hall |                                                                                      |
| 1979 | Running from Paradise X-Static                                                                    | — | — | — | UK41 (6 Wo.)UK | — | — | Dance37 (16 Wo.)Dance | Erstveröffentlichung: Dezember 1979 Autoren: Daryl Hall, Sara Allen |                                                                                      |
| 1979 | Portable Radio X-Static                                                                           | — | — | — | — | — | —[Dance: ↑] | Dance37 (16 Wo.)Dance | US-B-Seite von Running from Paradise Autoren: Daryl Hall, John Oates |                                                                                      |
| 1980 | How Does It Feel to Be Back Voices                                                                | — | — | — | — | US30 (13 Wo.)US | — | — | Erstveröffentlichung: Juli 1980 Autor: John Oates |                                                                                      |
| 1980 | You’ve Lost That Lovin’ Feelin’ Voices                                                            | — | — | — | UK55 (3 Wo.)UK | US12 (20 Wo.)US | — | — | Erstveröffentlichung: September 1980 Autoren: Barry Mann, Cynthia Weil, Phil Spector Original: The Righteous Brothers, 1964                                                         |                                                                                      |
| 1980 | Kiss on My List Voices                                                                            | — | — | — | UK33 (8 Wo.)UK | US1 Gold · (23 Wo.)US | — | — | Erstveröffentlichung: November 1980 Autoren: Daryl Hall, Janna Allen |                                                                                      |
| 1981 | You Make My Dreams Voices                                                                         | — | — | — | UK— ×3DreifachplatinUK | US5 (21 Wo.)US | — | — | Erstveröffentlichung: April 1981 Autoren: Daryl Hall, John Oates, Sara Allen |                                                                                      |
| 1981 | Private Eyes                                                                                      | — | — | — | UK32 (7 Wo.)UK | US1 Gold · (23 Wo.)US | — | — | Erstveröffentlichung: August 1981 Autoren: Daryl Hall, Janna Allen, Sara Allen, Warren Pash                                                                                         |                                                                                      |
| 1981 | I Can’t Go for That (No Can Do) Private Eyes                                                      | DE72 (3 Wo.)DE | — | — | UK8 Silber · (10 Wo.)UK | US1 Gold · (21 Wo.)US | R&B1 (17 Wo.)R&B | Dance1 (16 Wo.)Dance | Erstveröffentlichung: Oktober 1981 Autoren: Daryl Hall, John Oates, Sara Allen |                                                                                      |
| 1982 | Did It in a Minute Private Eyes                                                                   | — | — | — | — | US9 (16 Wo.)US | — | — | Erstveröffentlichung: März 1982 Autoren: Daryl Hall, Janna Allen, Sara Allen |                                                                                      |
| 1982 | Your Imagination Private Eyes                                                                     | — | — | — | — | US33 (11 Wo.)US | R&B45 (10 Wo.)R&B | — | Erstveröffentlichung: Juni 1982 Autor: Daryl Hall |                                                                                      |
| 1982 | Maneater H2O                                                                                      | DE15 Gold · (21 Wo.)DE | — | CH2 (9 Wo.)CH | UK6 Platin · (11 Wo.)UK | US1 Gold · (23 Wo.)US | R&B78 (5 Wo.)R&B | Dance18 (14 Wo.)Dance | Erstveröffentlichung: Oktober 1982 Autoren: Daryl Hall, John Oates, Sara Allen |                                                                                      |
| 1983 | One on One H2O                                                                                    | — | — | — | UK63 (5 Wo.)UK | US7 (18 Wo.)US | R&B8 (17 Wo.)R&B | — | Erstveröffentlichung: Januar 1983 Autor: Daryl Hall |                                                                                      |
| 1983 | Family Man H2O                                                                                    | — | — | — | UK15 (7 Wo.)UK | US6 (16 Wo.)US | R&B81 (5 Wo.)R&B | — | Erstveröffentlichung: April 1983 Autoren: Maggie Reilly, Mike Frye, Mike Oldfield, Rick Fenn, Tim Cross Original: Mike Oldfield, 1982                                               |                                                                                      |
| 1983 | Say It Isn’t So Rock ’n Soul, Part 1                                                              | — | — | — | UK69 (5 Wo.)UK | US2 (18 Wo.)US | R&B45 (14 Wo.)R&B | Dance1 (11 Wo.)Dance | Erstveröffentlichung: Oktober 1983 Autor: Daryl Hall |                                                                                      |
| 1984 | Adult Education Rock ’n Soul, Part 1                                                              | — | — | — | UK63 (4 Wo.)UK | US8 (17 Wo.)US | R&B50 (11 Wo.)R&B | Dance21 (8 Wo.)Dance | Erstveröffentlichung: Februar 1984 Autoren: Daryl Hall, John Oates, Sara Allen |                                                                                      |
| 1984 | Out of Touch Big Bam Boom                                                                         | DE15 (11 Wo.)DE | — | — | UK48 Silber · (14 Wo.)UK | US1 (23 Wo.)US | R&B24 (15 Wo.)R&B | Dance1 (13 Wo.)Dance | Erstveröffentlichung: September 1984 Autoren: Daryl Hall, John Oates |                                                                                      |
| 1984 | Method of Modern Love Big Bam Boom                                                                | DE45 (8 Wo.)DE | — | — | UK21 (9 Wo.)UK | US5 (19 Wo.)US | R&B21 (14 Wo.)R&B | Dance15 (10 Wo.)Dance | Erstveröffentlichung: Dezember 1984 Autoren: Daryl Hall, Janna Allen |                                                                                      |
| 1985 | Some Things Are Better Left Unsaid Big Bam Boom                                                   | — | — | — | — | US18 (13 Wo.)US | R&B85 (3 Wo.)R&B | — | Erstveröffentlichung: März 1985 Autor: Daryl Hall |                                                                                      |
| 1985 | Possession Obsession Big Bam Boom                                                                 | — | — | — | — | US30 (12 Wo.)US | R&B69 (6 Wo.)R&B | Dance20 (5 Wo.)Dance | Erstveröffentlichung: Mai 1985 Autoren: Daryl Hall, John Oates |                                                                                      |
| 1985 | Dance on Your Knees Big Bam Boom                                                                  | — | — | — | — | — | —[Dance: ↑] | Dance20 (5 Wo.)Dance | US-B-Seite von Possession Obsession Autoren: Arthur Baker, Daryl Hall |                                                                                      |
| 1985 | A Nite at the Apollo Live! The Way You Do the Things You Do / My Girl (Medley) Live at the Apollo | — | — | — | UK58 (4 Wo.)UK | US20 (11 Wo.)US | R&B40 (9 Wo.)R&B | — | Erstveröffentlichung: August 1985 feat. David Ruffin und Eddie Kendrick Autoren: William Robinson, Robert Rogers (Track 1), Ronald White (Track 2) Originale: The Temptations, 1964 |                                                                                      |
| 1988 | Everything Your Heart Desires Ooh Yeah!                                                           | — | — | — | UK81 (5 Wo.)UK | US3 (16 Wo.)US | R&B13 (12 Wo.)R&B | — | Erstveröffentlichung: April 1988 Autor: Daryl Hall |                                                                                      |
| 1988 | Missed Opportunity Ooh Yeah!                                                                      | — | — | — | — | US29 (11 Wo.)US | R&B68 (6 Wo.)R&B | — | Erstveröffentlichung: Juni 1988 Autoren: Daryl Hall, John Oates, Sara Allen |                                                                                      |
| 1988 | Downtown Life Ooh Yeah!                                                                           | — | — | — | — | US31 (9 Wo.)US | — | — | Erstveröffentlichung: September 1988 Autoren: Daryl Hall, John Oates, Rick Iantosca, Sara Allen                                                                                     |                                                                                      |
| 1990 | So Close Change of Season                                                                         | — | — | — | UK69 (3 Wo.)UK | US11 (19 Wo.)US | — | — | Erstveröffentlichung: September 1990 Autoren: Daryl Hall, George Green, Danny Kortchmar, Jon Bon Jovi                                                                               |                                                                                      |
| 1991 | Don’t Hold Back Your Love Change of Season                                                        | — | — | — | — | US41 (11 Wo.)US | — | — | Erstveröffentlichung: Dezember 1990 Autoren: Gerald O’Brien, Richard Page, David Tyson                                                                                              |                                                                                      |
| 1991 | Everywhere I Look Change of Season                                                                | — | — | — | UK74 (3 Wo.)UK | — | — | — | Erstveröffentlichung: Januar 1991 Autor: Daryl Hall |                                                                                      |
| 1997 | Promise Ain’t Enough Marigold Sky                                                                 | DE92 (7 Wo.)DE | — | — | — | — | — | — | Erstveröffentlichung: Dezember 1997 Autoren: Daryl Hall, John Oates, Dwayne O’Brien, Porter Howell                                                                                  |                                                                                      |
| 2005 | I’ll Be Around Our Kind of Soul                                                                   | — | — | — | — | US97 (3 Wo.)US | — | — | Erstveröffentlichung: Januar 2005 Autoren: Phil Hurtt, Thom Bell Original: The Spinners, 1972                                                                                       |                                                                                      |
| 2017 | Jingle Bell Rock Home for Christmas                                                               | DE30 (21 Wo.)DE | AT36 (12 Wo.)AT | CH54 (6 Wo.)CH | UK80 Gold · (3 Wo.)UK | — | — | — | Erstveröffentlichung: 1983; in UK erst 2021/22 in den Charts Autoren: Joseph Carleton Beal, James Ross Boothe Original: Bobby Helms, 1957                                           |                                                                                      |

Weitere Singles
- 1972: Goodnight and Good Morning (als Whole Oats)
- 1973: I’m Sorry (mit Whole Oats)
- 1973: Las Vegas Turnaround (The Stewardess Song)
- 1974: When the Morning Comes
- 1974: Can’t Stop the Music (He Played It Much Too Long)
- 1975: Camellia
- 1976: Gino (The Manager)
- 1977: Deep River Blues
- 1977: Don’t Change
- 1980: Who Said the World Was Fair
- 1989: Love Train
- 1991: Don’t Call Us (Taj Mahal feat. Daryl Hall and John Oates)
- 1997: Romeo Is Bleeding
- 1998: Hold On to Yourself
- 1998: The Sky Is Falling
- 1998: Throw the Roses Away
- 2003: Do It for Love
- 2003: Intuition
- 2003: Man on a Mission
- 2005: I Can Dream About You
- 2012: You Make My Dreams

## Videoalben
| Jahr | Titel Musiklabel             | Höchstplatzierung, Gesamtwochen, AuszeichnungChartplatzierungen (Jahr, Titel, Musiklabel, Platzierungen, Wochen, Auszeichnungen, Anmerkungen) | Höchstplatzierung, Gesamtwochen, AuszeichnungChartplatzierungen (Jahr, Titel, Musiklabel, Platzierungen, Wochen, Auszeichnungen, Anmerkungen) | Höchstplatzierung, Gesamtwochen, AuszeichnungChartplatzierungen (Jahr, Titel, Musiklabel, Platzierungen, Wochen, Auszeichnungen, Anmerkungen) | Höchstplatzierung, Gesamtwochen, AuszeichnungChartplatzierungen (Jahr, Titel, Musiklabel, Platzierungen, Wochen, Auszeichnungen, Anmerkungen) | Höchstplatzierung, Gesamtwochen, AuszeichnungChartplatzierungen (Jahr, Titel, Musiklabel, Platzierungen, Wochen, Auszeichnungen, Anmerkungen) | Höchstplatzierung, Gesamtwochen, AuszeichnungChartplatzierungen (Jahr, Titel, Musiklabel, Platzierungen, Wochen, Auszeichnungen, Anmerkungen) | Höchstplatzierung, Gesamtwochen, AuszeichnungChartplatzierungen (Jahr, Titel, Musiklabel, Platzierungen, Wochen, Auszeichnungen, Anmerkungen) | Anmerkungen                         |
| Jahr | Titel Musiklabel             | DE | AT | CH | UK | US | R&B | Dance | Anmerkungen                         |
| ---- | ---------------------------- | --- | --- | --- | --- | --- | --- | --- | ----------------------------------- |
| 2015 | Live In Dublin Eagle Records | — | — | — | UK4 (8 Wo.)UK | — | — | — | Erstveröffentlichung: 30. März 2015 |

Weitere Videoalben
- 1984: Rock ’n Soul (US: Gold)
- 1984: Video Collection: 7 Big Ones
- 1985: Live at the Apollo
- 1986: The Liberty Concert
- 1999: The Best of MusikLaden – Live: Hall & Oates

## Boxsets
- 2006: The Collection (enthält die Alben Voices, Private Eyes und H2O)
- 2008: Original Album Classics (enthält die Alben Daryl Hall & John Oates, Bigger Than Both of Us, Beauty on a Back Street, Private Eyes und H2O)
- 2013: Original Album Classics (enthält die Alben Along the Red Ledge, X-Static, Voices, Big Bam Boom und Ooh Yeah!)

## Statistik

### Chartauswertung
|                     | DE    | AT    | CH    | UK     | US     | R&B     | Dance       |
| ------------------- | ----- | ----- | ----- | ------ | ------ | ------- | ----------- |
| Nummer-eins-Alben   | DE—DE | AT—AT | CH—CH | UK—UK  | US—US  | R&B—R&B | Dance—Dance |
| Top-10-Alben        | DE—DE | AT—AT | CH—CH | UK2UK  | US4US  | R&B1R&B | Dance—Dance |
| Alben in den Charts | DE3DE | AT—AT | CH—CH | UK14UK | US22US | R&B9R&B | Dance—Dance |

|                       | DE    | AT    | CH    | UK     | US     | R&B      | Dance       |
| --------------------- | ----- | ----- | ----- | ------ | ------ | -------- | ----------- |
| Nummer-eins-Singles   | DE—DE | AT—AT | CH—CH | UK—UK  | US6US  | R&B1R&B  | Dance3Dance |
| Top-10-Singles        | DE—DE | AT—AT | CH1CH | UK2UK  | US16US | R&B2R&B  | Dance3Dance |
| Singles in den Charts | DE5DE | AT—AT | CH1CH | UK18UK | US35US | R&B20R&B | Dance8Dance |

### Auszeichnungen für Musikverkäufe
| Goldene Schallplatte - Dänemark - 2024: für die Single Rich Girl - Italien - 2024: für die Single You Make My Dreams - Japan - 1996: für das Album The Best of Times – Greatest Hits - Kanada - 1981: für die Single Kiss On My List - 1981: für das Album Voices - 1982: für die Single Private Eyes - 1982: für die Single No Can Do - 1985: für die Single Out Of Touch - 1985: für das Album Live At The Apollo with David Ruffin & Eddie Kendrick - 1988: für das Album Ooh Yeah! - 1993: für das Album Rock ’n Soul, Part 1 - Neuseeland - 1984: für das Album Rock ’n Soul, Part 1 - 2022: für die Single Jingle Bell Rock - 2022: für das Album The Singles - 2024: für das Album Bigger Than Both of Us - Portugal - 2022: für die Single You Make My Dreams - 2024: für die Single Jingle Bell Rock - Spanien - 2024: für die Single Maneater - 2024: für die Single You Make My Dreams | Platin-Schallplatte - Australien - 1982: für das Album H2O - 2022: für die Single Jingle Bell Rock - Dänemark - 2025: für die Single Maneater - 2025: für die Single You Make My Dreams - Kanada - 1982: für das Album Private Eyes - 1983: für die Single Maneater 2× Platin-Schallplatte - Kanada - 1984: für das Album Rock ’N Soul Part I - 1985: für das Album Big Bam Boom - Neuseeland - 2024: für die Single Maneater 3× Platin-Schallplatte - Australien - 2019: für die Single You Make My Dreams - Kanada - 1983: für das Album H2O 4× Platin-Schallplatte - Neuseeland - 2025: für die Single Rich Girl 5× Platin-Schallplatte - Neuseeland - 2024: für die Single You Make My Dreams |

Anmerkung: Auszeichnungen in Ländern aus den Charttabellen bzw. Chartboxen sind in ebendiesen zu finden.
| Land/RegionAuszeichnungen für Musikverkäufe (Land/Region, Auszeichnungen, Verkäufe, Quellen) | Silber     | Gold       | Platin       | Verkäufe   | Quellen                           |
| -------------------------------------------------------------------------------------------- | ---------- | ---------- | ------------ | ---------- | --------------------------------- |
| Australien (ARIA)                                                                            | —          | —          | 5× Platin5   | 330.000    | aria.com.au                       |
| Dänemark (IFPI)                                                                              | —          | Gold1      | 2× Platin2   | 225.000    | ifpi.dk                           |
| Deutschland (BVMI)                                                                           | —          | Gold1      | —            | 300.000    | musikindustrie.de                 |
| Italien (FIMI)                                                                               | —          | Gold1      | —            | 50.000     | fimi.it                           |
| Japan (RIAJ)                                                                                 | —          | Gold1      | —            | 100.000    | riaj.or.jp                        |
| Kanada (MC)                                                                                  | —          | 8× Gold8   | 9× Platin9   | 1.325.000  | musiccanada.com                   |
| Neuseeland (RMNZ)                                                                            | —          | 4× Gold4   | 11× Platin11 | 370.000    | aotearoamusiccharts.co.nz NZ2 NZ3 |
| Portugal (AFP)                                                                               | —          | 2× Gold2   | —            | 10.000     | Einzelnachweise                   |
| Spanien (Promusicae)                                                                         | —          | 2× Gold2   | —            | 60.000     | elportaldemusica.es               |
| Vereinigte Staaten (RIAA)                                                                    | —          | 13× Gold13 | 11× Platin11 | 20.050.000 | riaa.com                          |
| Vereinigtes Königreich (BPI)                                                                 | 6× Silber6 | 6× Gold6   | 5× Platin5   | 4.680.000  | bpi.co.uk                         |
| Insgesamt                                                                                    | 6× Silber6 | 39× Gold39 | 43× Platin43 |            |                                   |